# 土橋駅 (愛媛県)
土橋駅（どばしえき）は、愛媛県松山市土橋町にある伊予鉄道郡中線の駅である。駅番号はIY25。

## 歴史
- 1953年（昭和28年）4月15日：土居田 - 松山市間に新設開業。
- 1962年（昭和37年）2月1日：ハイヤー土橋営業所設置。
- 1968年（昭和43年）8月28日：駅舎合理化工事竣工。
- 1970年（昭和45年）4月1日：バス路線（土橋-鴨川）の起点を松山駅に変更。
- 1972年（昭和47年）3月1日：駅業務を委託化。
- 2013年（平成25年）12月：駅舎の建て替え工事を開始。
- 2014年（平成26年）2月22日：新駅舎が完成。

## 駅構造

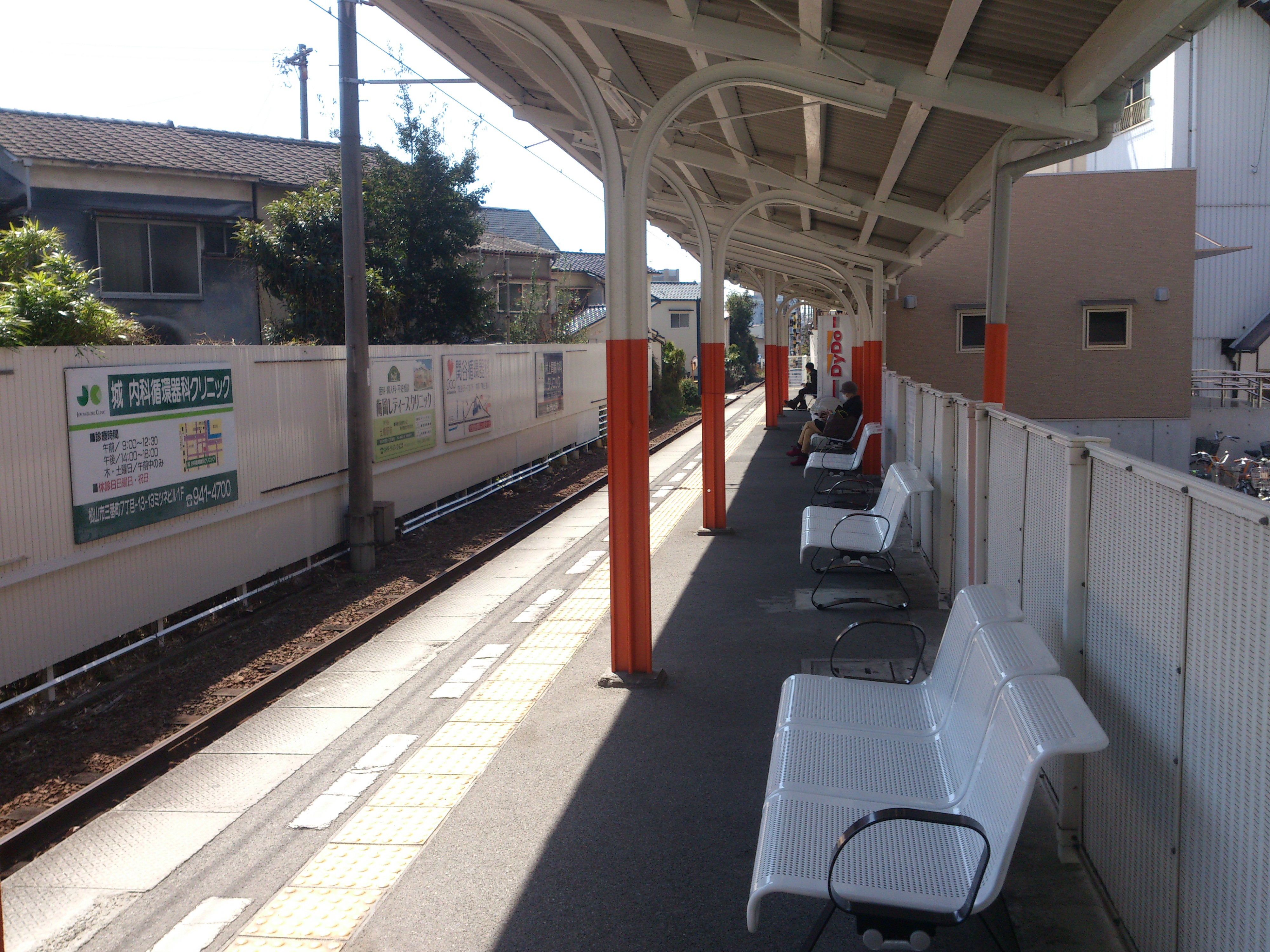
のりば（2015年3月）

単式ホーム1面1線を持つ有人駅である。かつては伊予鉄道としては数少ない、スロープ未設置の駅であったが、2014年2月の新駅舎完成と共に整備された。
ホーム上屋の支柱には1896年にアメリカのカーネギー社が阪鶴鉄道向けに製造した中古レールが使用されている。明治年間に製造された中古レールがいつ松山に持ち込まれて転用されたのか経緯は不明である。

### 旧駅舎

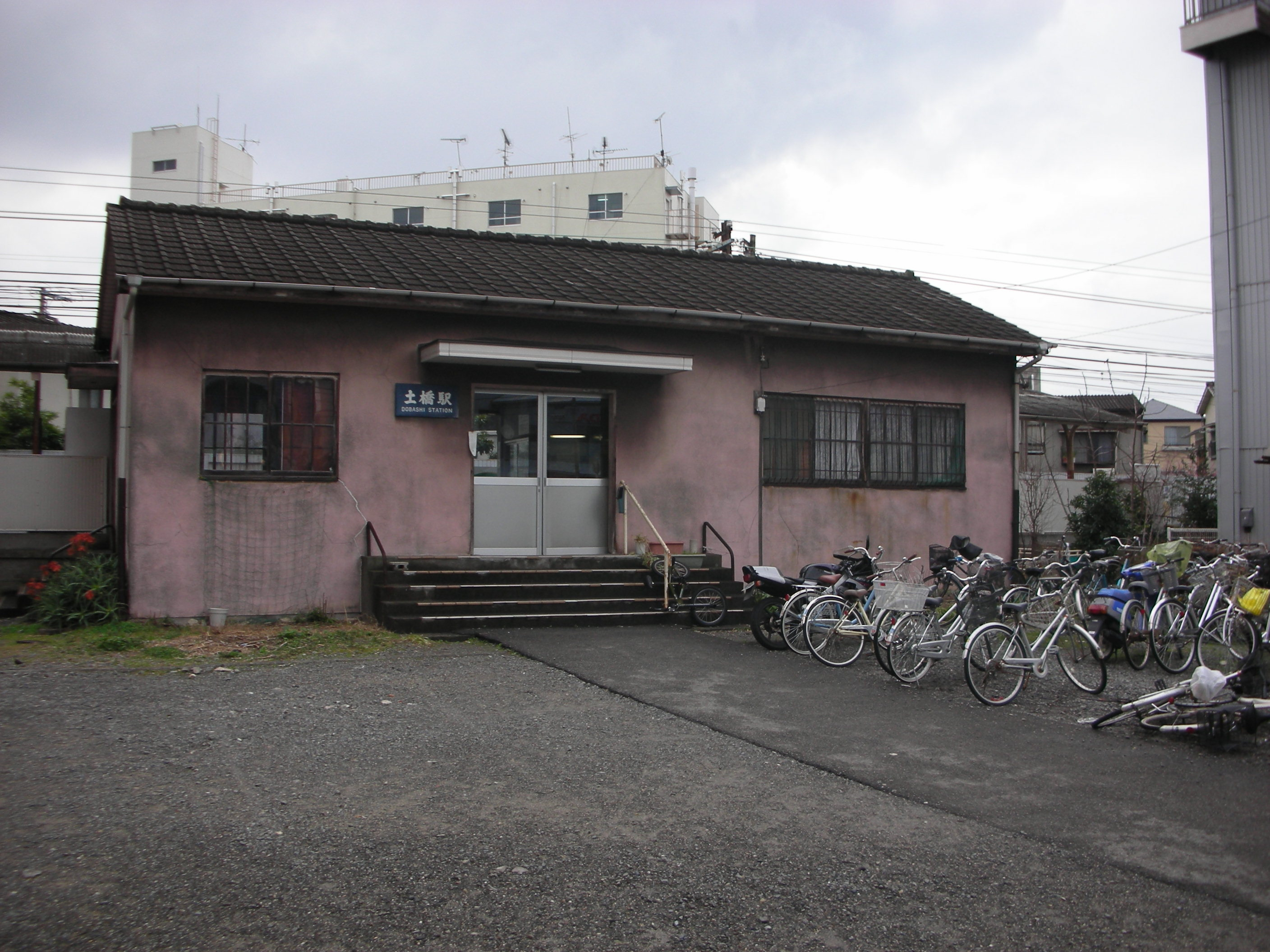
旧駅舎（2007年2月・現存せず）
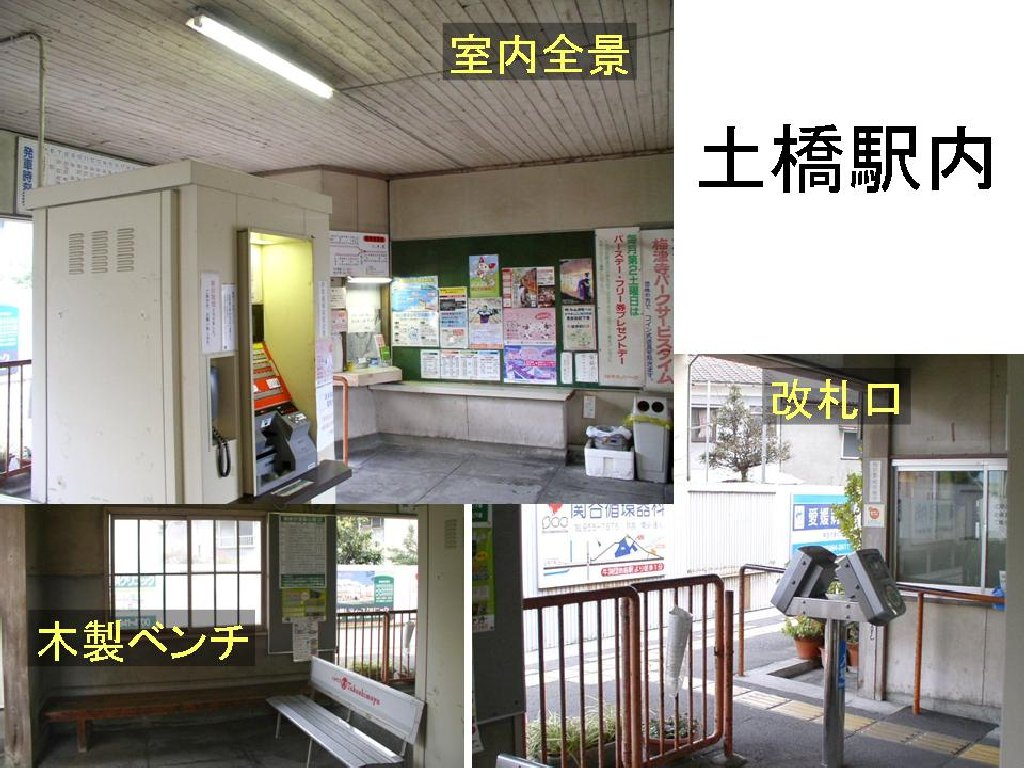
旧駅舎内
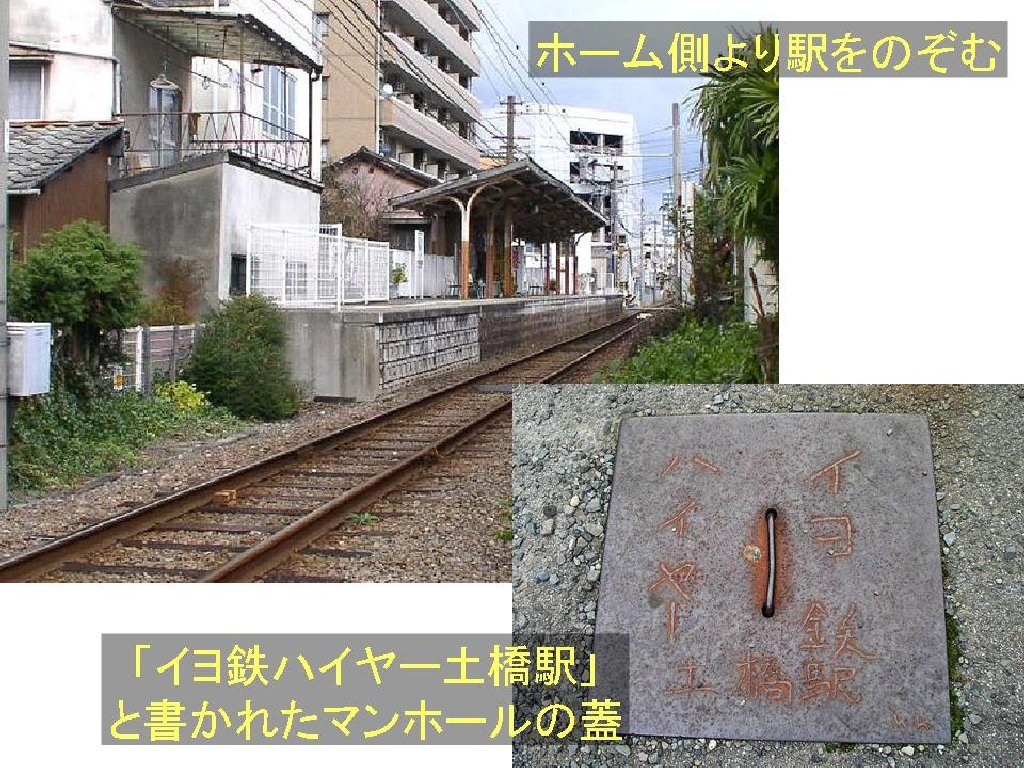
駅南側と伊予鉄タクシーの営業所跡

## 駅周辺
問屋町に松山中央青果市場が開業するまでは市場があり、移転した後も数十軒の店が軒を並べ（通称：土橋市場と呼ばれた）、松山市民の“台所”となっていた。今でも精肉店や青果店が立地しており、焼肉店も目立つ。また、駅裏には青線の名残で表向き「料亭」を名乗る店が集まる地区がある。全体としては住宅や商店が多く、特徴的なのは放送局やバス営業所が複数存在している点である。

### 交通
- 伊予鉄バス土橋バス停 - 今出港 三津港方面
- 宇和島自動車松山営業所 - 大洲 宇和島 城辺方面特急・急行バスのりば
- ジェイアール四国バス松山支店 - 名古屋 大阪 高知方面高速バスのりば

### 放送局
- あいテレビ（itv）
- テレビ愛媛（EBC）
- エフエム愛媛

### その他
- バナナ館（土橋市場跡）
- フジ藤原店
- 松山市総合コミュニティセンター
- 松山市立中央図書館
- 松山市農業協同組合東雄郡
- 貞本病院
- 土橋共立病院
- 松山市立雄郡小学校

## 隣の駅
伊予鉄道
■郡中線
松山市駅 (IY10) - 土橋駅 (IY25) - 土居田駅 (IY26)